# Acanthodelta radama
Acanthodelta radama là một loài bướm đêm trong họ Noctuidae.